# Małgosia Bela
Pour les articles homonymes, voir Bela.
Małgorzata « Małgosia » Bela, née le 6 juin 1977 à Cracovie, est un mannequin et une actrice polonaise.

## Biographie

### Carrière
Durant sa carrière, elle pose en couverture des magazines de mode Vogue (Italie, Paris, Australie, Canada, Allemagne, Corée, Espagne, Thaïlande, Royaume-Uni), Dazed and Confused, Harper's Bazaar ou encore Numéro. 
Elle a également défilé pour des maisons de mode telles que Lanvin, Valentino, Jil Sander, Paco Rabanne, Alberta Ferretti et Christian Lacroix.
En février 2000, elle fait sa première couverture de Vogue Paris.
En 2006, après un temps consacré au tournage du film Karol, l'homme qui devint pape, elle revient dans la mode et pose pour Louis Vuitton, Chloé, Jil Sander, Donna Karan, Marc Jacobs, H&M et Barney's.
En 2009, elle apparaît dans le calendrier Pirelli photographiée par Peter Beard.
En 2014, elle est l'égérie de La Perla aux côtés de Liu Wen et Cara Delevingne, dans une publicité filmée par Mert and Marcus. C'est la première fois qu'elle pose pour une maison de lingerie.

### Vie privée
Elle a un fils né en 2004, issu de son union avec l'acteur et réalisateur Artur Urbański. 
En septembre 2013, elle épouse Jean-Yves Le Fur. Elle est remariée depuis 2017 avec le réalisateur Paweł Pawlikowski.[réf. nécessaire]

## Filmographie
- 2004 : Ono (Stranger) : Ewa
- 2006 : Karol, l'homme qui devint pape (Karol, un uomo diventato Papa) (TV) : Hanna Tuszynska
- 2006 : Wszyscy jesteśmy Chrystusami (We're All Christs) : Ela
- 2018 : Suspiria de Luca Guadagnino : Mère
- 2022 : Les Monstres de Cracovie (Krakowskie potwory) : Atwar